# Eutrapela transferens
Eutrapela transferens là một loài bướm đêm trong họ Geometridae.